# ГЕС Лукаут-Поїнт
ГЕС Лукаут-Поїнт — гідроелектростанція у штаті Орегон (Сполучені Штати Америки). Знаходячись між ГЕС Хіллс-Крік (30 МВт, вище по течії) та ГЕС Декстер (15 МВт), входить до складу каскаду на річці Міддл-Форк-Вілламетт, правій твірній Вілламетт, лівої притоки Колумбії (має гирло на узбережжі Тихого океану на межі штатів Вашингтон та Орегон).
У межах проекту річку перекрили комбінованою греблею, яка включає бетонну секцію з водоскидами та водозабором для машинного залу і прилягаючу до неї ліворуч земляну/гравійну ділянку. Загальна довжина споруди становить 1031 метр при висоті до 84 метрів. Гребля утримує витягнуте на 22,8 км водосховище з площею поверхні 17,6 км2 та об’ємом 562 млн м3.
Пригреблевий машинний зал обладнали трьома турбінами типу Френсіс потужністю по 40 МВт, які використовують напір від 38 до 71 метра (номінальний напір 56 метрів).